# 裏日本花花介
裏日本花花介（学名：Callistocythere uranipponica）为細花介科花花介屬下的一个种。